# Red Leicester
El Red Leicester es un queso inglés, elaborado de forma parecida al cheddar, aunque es un poco más quebradizo. Se colorea de naranja añadiéndole extracto de achiote durante su fabricación. Su sabor suave combina bien con la mayoría de la comida, vinos y cervezas, yendo bien con el Welsh rarebit.
El Red Leicester es un queso de leche de vaca, originario de Leicestershire (Inglaterra), que recibe el nombre de la ciudad de Leicester. Tiene una textura firme, lo que la hace adecuado para gratinar, y es una buena elección para usarlo en la tostada con queso o en una patata al horno. Su sabor, con ligeras notas de frutos secos, complementa al de la fruta, pasta y crackers, empleándose a menudo en tartaletas y quiches.
Aunque el Red Leicester puede ser joven o curado, añejándose entre 4 y 9 meses, las variedades jóvenes son muy suaves, necesitando al menos seis meses para desarrollar un sabor fuerte. También hay disponibles versiones campestres, que se maduran en tela, al estilo antiguo, para permitir un mejor desarrollo de su aroma.

## Historia
El queso se hacía originalmente en granjas de Leicestershire con la leche sobrante de la elaboración del Stilton. Originalmente se teñía con zanahoria o jugo de remolacha.
Solía llamarse queso de Leicester por la ciudad en la que se vendía, pero ahora se llama Red Leicester para distinguirlo del White Leicester que se elaboró en todo el país durante la Segunda Guerra Mundial. La corteza es naranja rojiza, con un moho pulverulento sobre ella.
El contenido graso real del Red Leicester está entre el 33 y el 34%. La normativa sobre queso provoca confusión, ya que citan los niveles mínimos de grasa en términos de materia seca. De esta forma, la cantidad mínima de grasa del Red Leicester es, como se indica, del 48%, que equivale al contenido graso real del producto terminado del 33–34%.